# Katastrofa lotu China Airlines 642
Katastrofa lotu China Airlines 642 – 22 sierpnia 1999 MC Donnell Douglas MD-11 (B-150), należący do China Airlines (lot 642), lecący z Bangkoku do Tajpej, z międzylądowaniem w Hongkongu, rozbił się na pasie startowym, podczas podchodzenia do lądowania na lotnisku w Hongkongu. W katastrofie zginęło 3 pasażerów.

## Przebieg lotu
Na pokładzie MD-11, znajdowało się 300 pasażerów oraz 15 członków załogi. Podczas deszczowej pogody samolot podchodził do lądowania na pasie nr 25L. Gdy samolot znajdował się na wysokości 700 stóp (210 m), prędkość wiatru zwiększyła się z 28 węzłów (52 km/h) do 36 węzłów (67 km/h). W trakcie schodzenia maszyna uderzyła twardo prawym kołem oraz silnikiem nr 3 (z prawej strony) w pas. W wyniku uderzenia skrzydło wraz z podwoziem oderwało się od maszyny po czym samolot przewrócił się do góry kołami i stanął w płomieniach. 3 osoby z 315 znajdujących się na pokładzie zginęły, 208 osób zostało rannych. Moment katastrofy został nagrany i wstawiony na stronę YouTube i AirDisaster. Przyczyną katastrofy był silny wiatr spowodowany szalejącym w okolicy tajfunem Sam.